# Túcume
Túcume est un site archéologique situé à 33 km au nord de Chiclayo, dans la partie basse de la vallée de La Leche, au nord-ouest du Pérou. Il est formé par les restes de nombreuses pyramides, ou huacas, en adobe, autour d'une structure rocheuse connue sous le nom de Cerro La Raya. 
C'était l'un des centres administratifs et cérémoniels de la culture sicán ou lambayeque, érigé au XIe siècle de notre ère. Il fut annexé successivement au royaume Chimú et à l'empire Inca, et resta en activité jusqu'à la conquête espagnole.

## Situation
Le site archéologique est situé à 1 km à l'est de la petite ville de Túcume (qui lui a donné son nom), dans la partie centrale de la province de Lambayeque , dans le département du même nom . Il se dresse au pied et autour de la colline El Purgatorio (le purgatoire) ou Cerro La Raya, un promontoire rocheux qui était un ancien lieu de culte.
Le quartier de Tucume a été créé en 1894 autour de la ville et a été confié à l'espagnol Juan Roldán Dávila en 1536 par Francisco Pizarro. En 1622, une inondation de la rivière La Leche nécessita le déplacement de la ville à son emplacement actuel. Le district, très plat est à 43 m au dessus du niveau de la mer et couvre une superficie de 89,74 km². Il fait partie de la vallée de la Lambayeque, la plus longue de la côte nord du Pérou.

## Histoire
On pense que le lieu fut d'abord occupé par les Lambayeque (1000–1370), puis par les Chimú (1370–1470) et enfin par les Incas (1470–1532). En 1547, le site est déjà abandonné et en ruine, selon le chroniqueur espagnol Pedro Cieza de León.
La fondation de la ville, entre les années 1000 et 1100, coïncide avec la chute de Batán Grande sur les rives de la rivière Chancay, qui fut brûlée et abandonnée à cette époque.
La légende raconte que le lieu a été fondé par Naymlap, un héros mythique venu de la mer qui construisit la ville avec l'aide des paysans locaux autour du Cerro La Raya, une élévation rocheuse dressée au milieu de la plaine. Cette légende a été recueillie par le chroniqueur espagnol Miguel Cabello Valboa en 1586.
Les recherches scientifiques sur le site commencent en 1930, lorsque Alfred Kroeber décrit le site et en dresse un plan. En 1939, Wendell C. Bennett rend compte de ses fouilles sur le site. En 1951, Richard P. Schaedel publie un plan, préparé par Antonio Rodríguez Suy Suy, à partir de photographies aériennes. En 1979, Hermann Trimborn réalise la première analyse historique et archéologique détaillée couvrant toute la zone adjacente au Cerro La Raya jusqu'à la Huaca Grande dans la périphérie est de la ville. 
Dans les années 1990, Thor Heyerdahl, après avoir visité le site de Túcume, lance un projet de recherche (auquel participent les archéologues Daniel Sandweiss et Alfredo Narváez) qui aboutit à côté de la Huaca 1, à la création d'un musée du site de Túcume. Le musée abrite les vestiges les plus importants trouvés dans les ruines.

## Description
Le site archéologique, que la population locale appelle El Purgatorio ou Huaca La Raya, est composé de dizaines de pyramides précolombiennes de grande taille, ce qui en fait l'un des plus grands sites archéologiques d'Amérique.
Le matériau de construction de base est la brique de pisé rectangulaire. Les murs étaient plâtrés, et dans certains secteurs, peints et décorés de motifs, comme des rangées d'oiseaux.
Ces pyramides étaient accessibles par des rampes. Au pied se trouvent des cimetières. Sur certaines, on trouve des constructions de style inca, témoins de la conquête inca du XVe siècle.
La plus grande pyramide (Huaca Larga) mesure 700 m de long, 270 m de large et 30 m de haut. D'autres atteignent 10 m à 15 m de hauteur. Contrairement aux pyramides égyptiennes, les pyramides américaines forment de grandes plateformes superposées et ne se terminent pas en pointe, mais par une esplanade sur laquelle se trouvent les temples (pyramide tronquée). Aujourd'hui, les pyramides de Túcume, comme d'autres pyramides similaires de la côte nord péruvienne, ressemblent à des collines naturelles, alors qu'en réalité elles avaient à l'origine des formes géométriques. Ceci est dû aux ravages des pluies torrentielles, qui fouettent périodiquement la région en raison du phénomène El Niño.
Parmi ces nombreuses pyramides ou huacas, les plus remarquables sont :
- la Huaca del Pueblo ou Huaca Grande (située à l'extrémité est de la ville de Túcume).
- la Huaca 1 ou Huaca Mirador (ainsi nommée parce que de son sommet on a une vue panoramique sur la vallée).
- la Huaca de las Estacas.
- la Huaca Larga.
- la Huaca Pintada.
- la Huaca Las Balsas.

Le site des pyramides
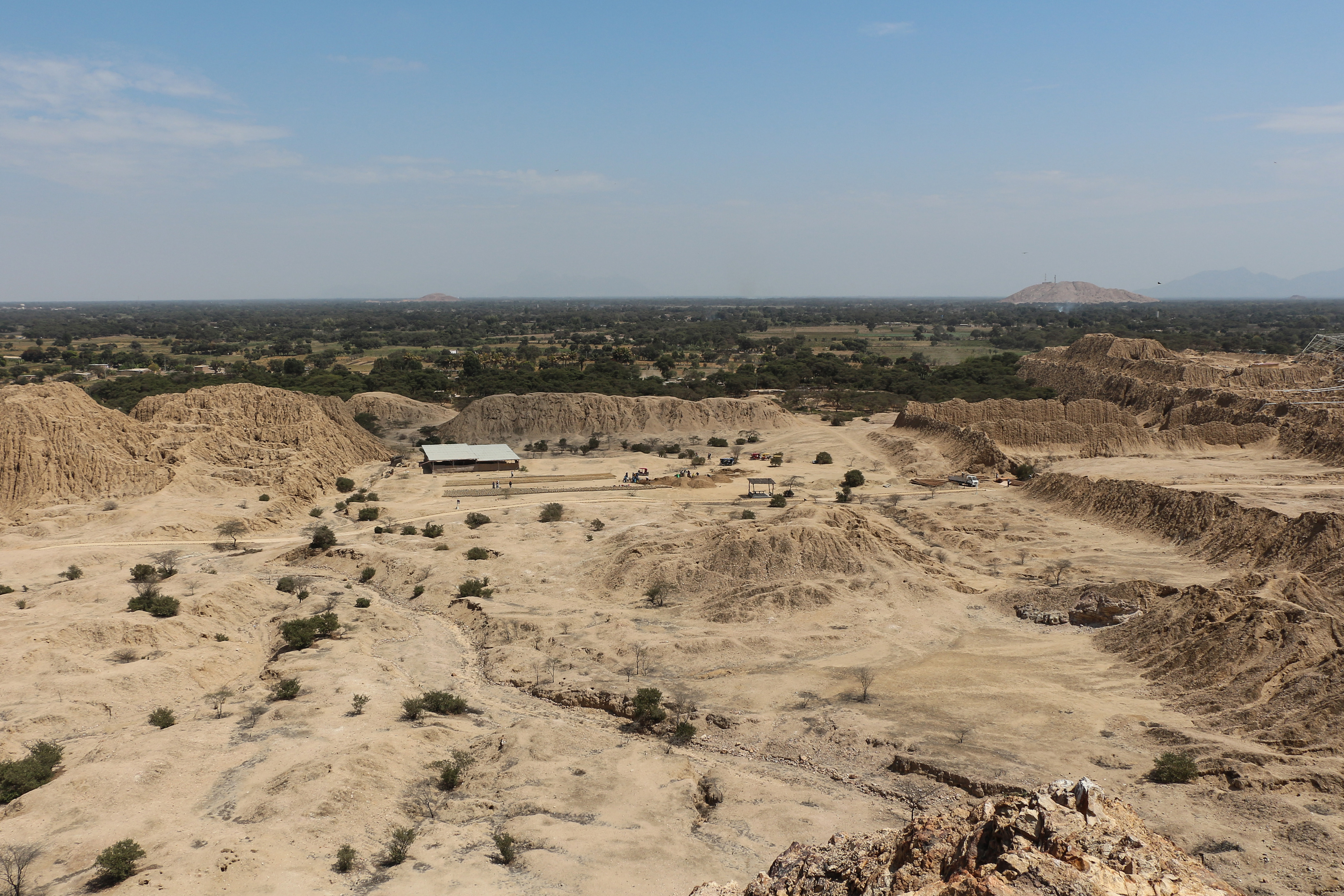
Site archéologique de Túcume.
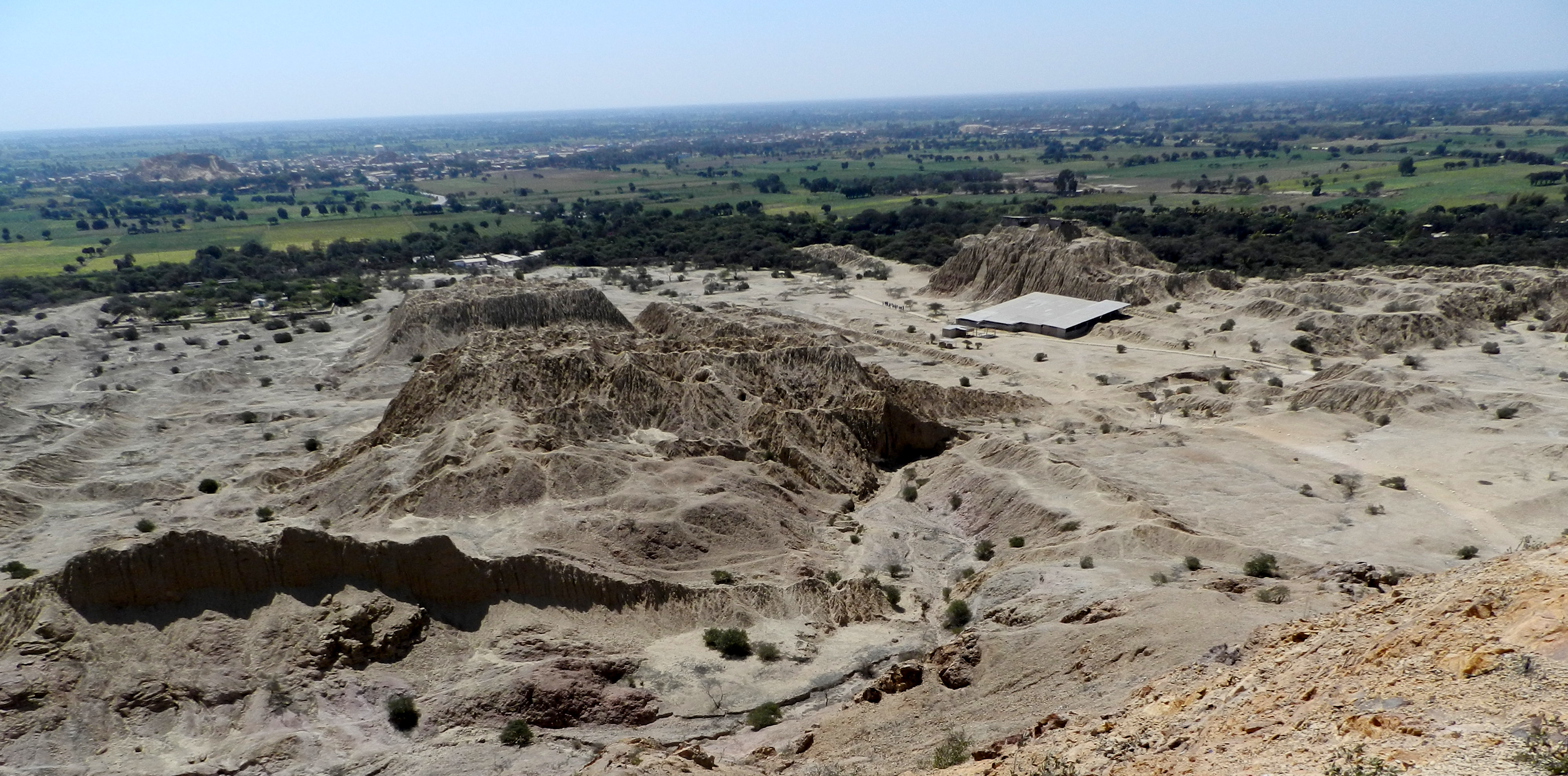
Pyramides de Túcume.
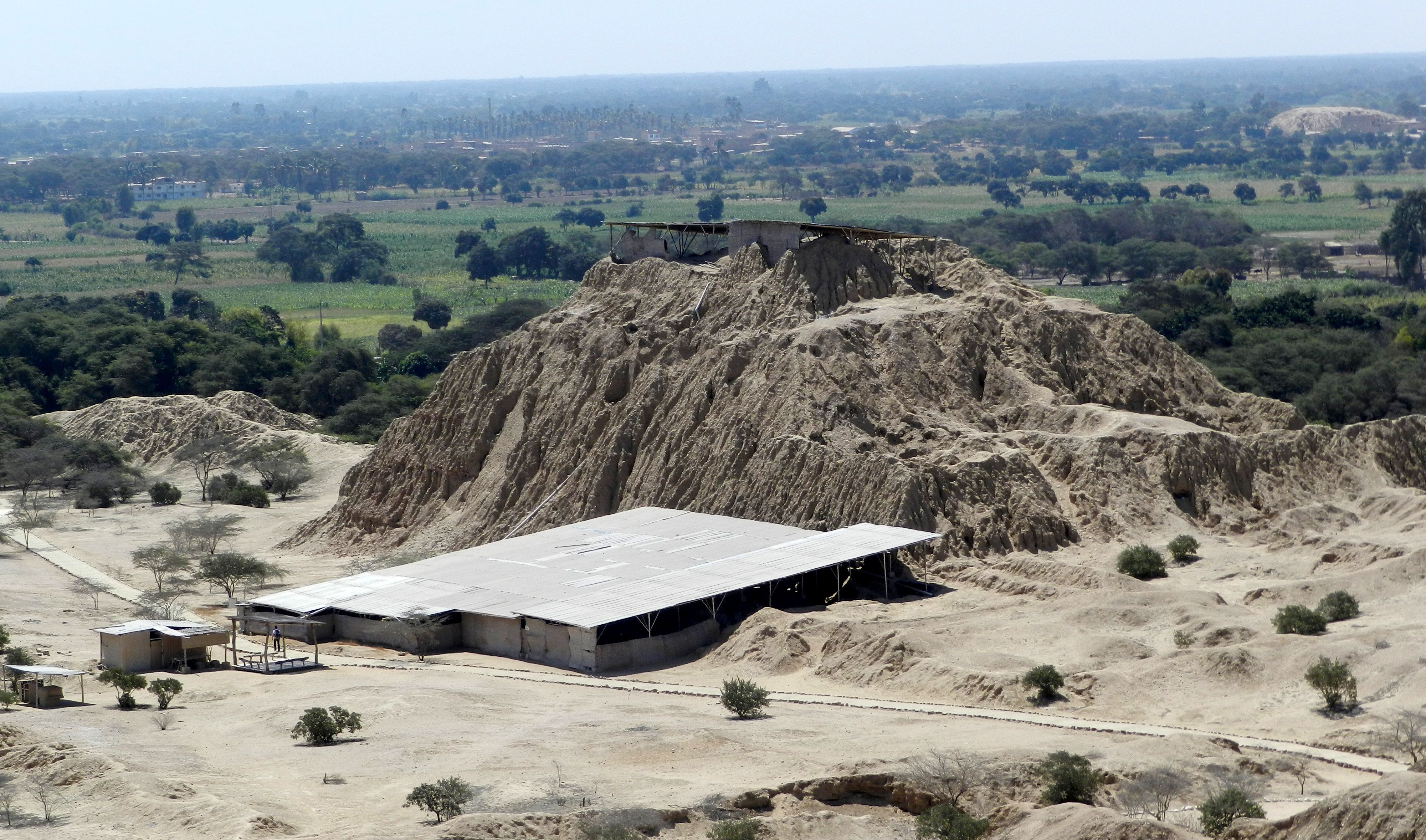
Chantier archéologique de Túcume.
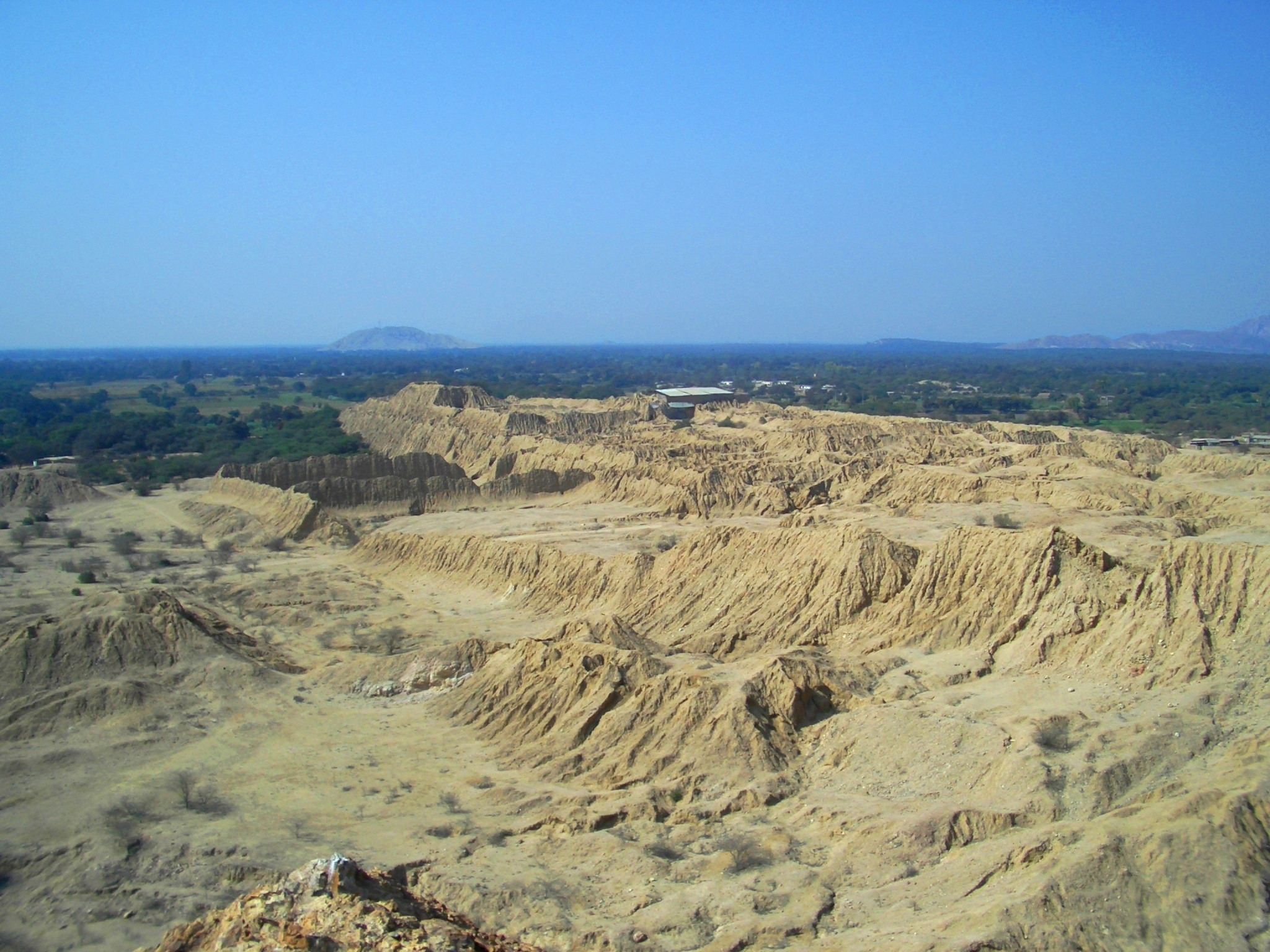
Vue partielle du site de Túcume.
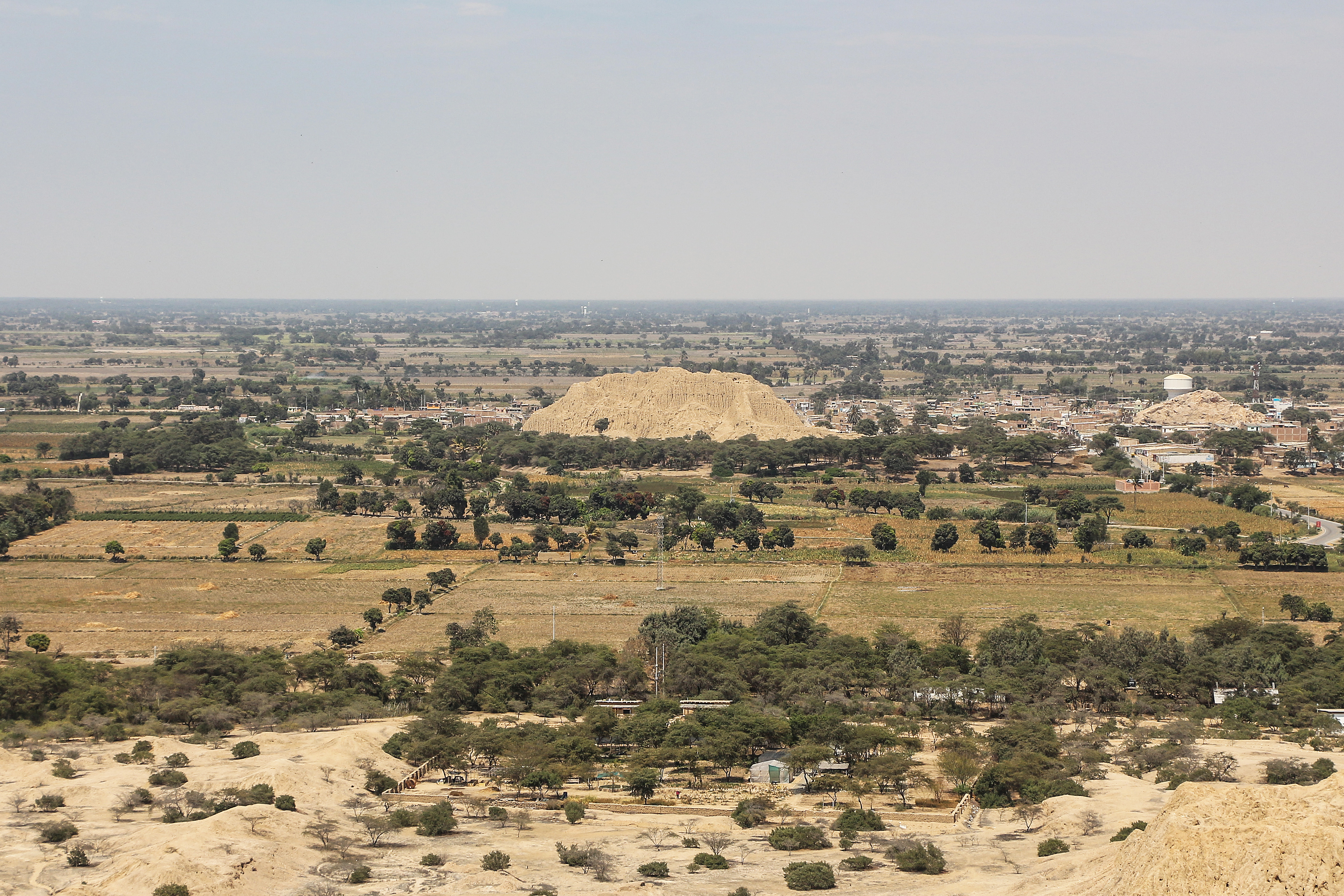
Le site de Túcume.
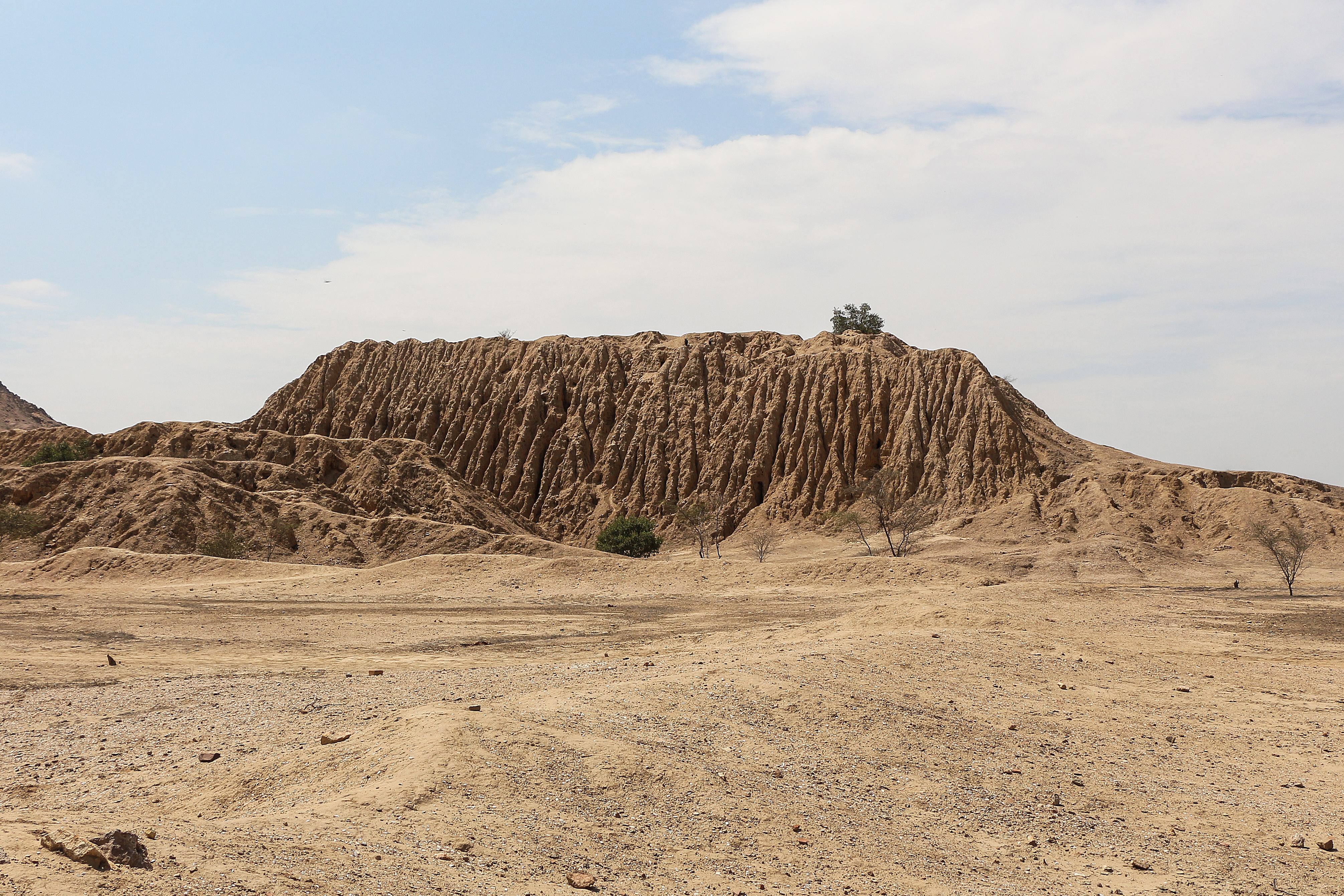
Une pyramide.
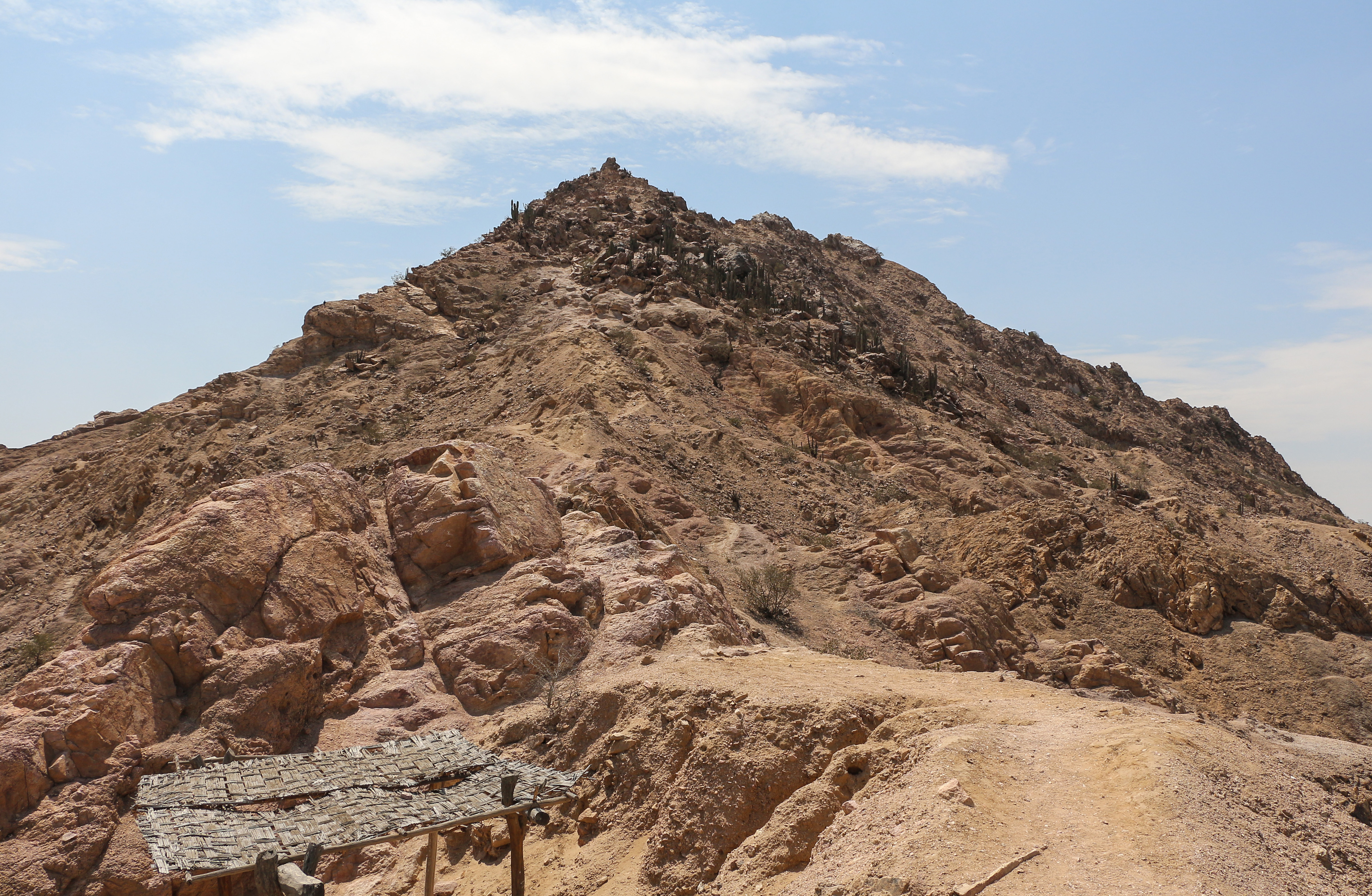
Sentier menant au site sommital.
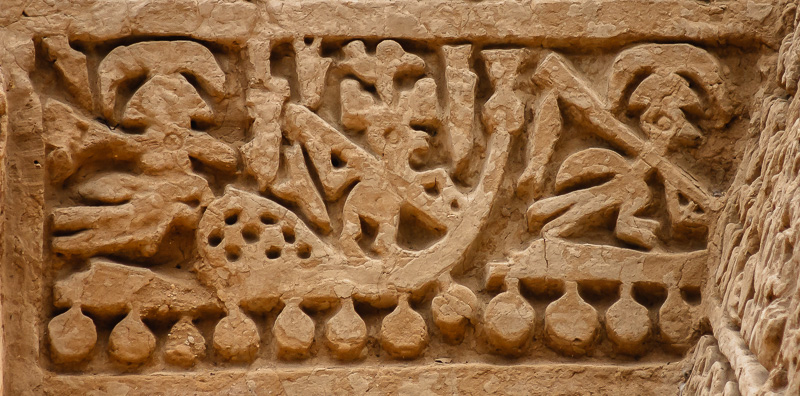
Huaca Las Balsas - Détail d'une frise.

Le musée
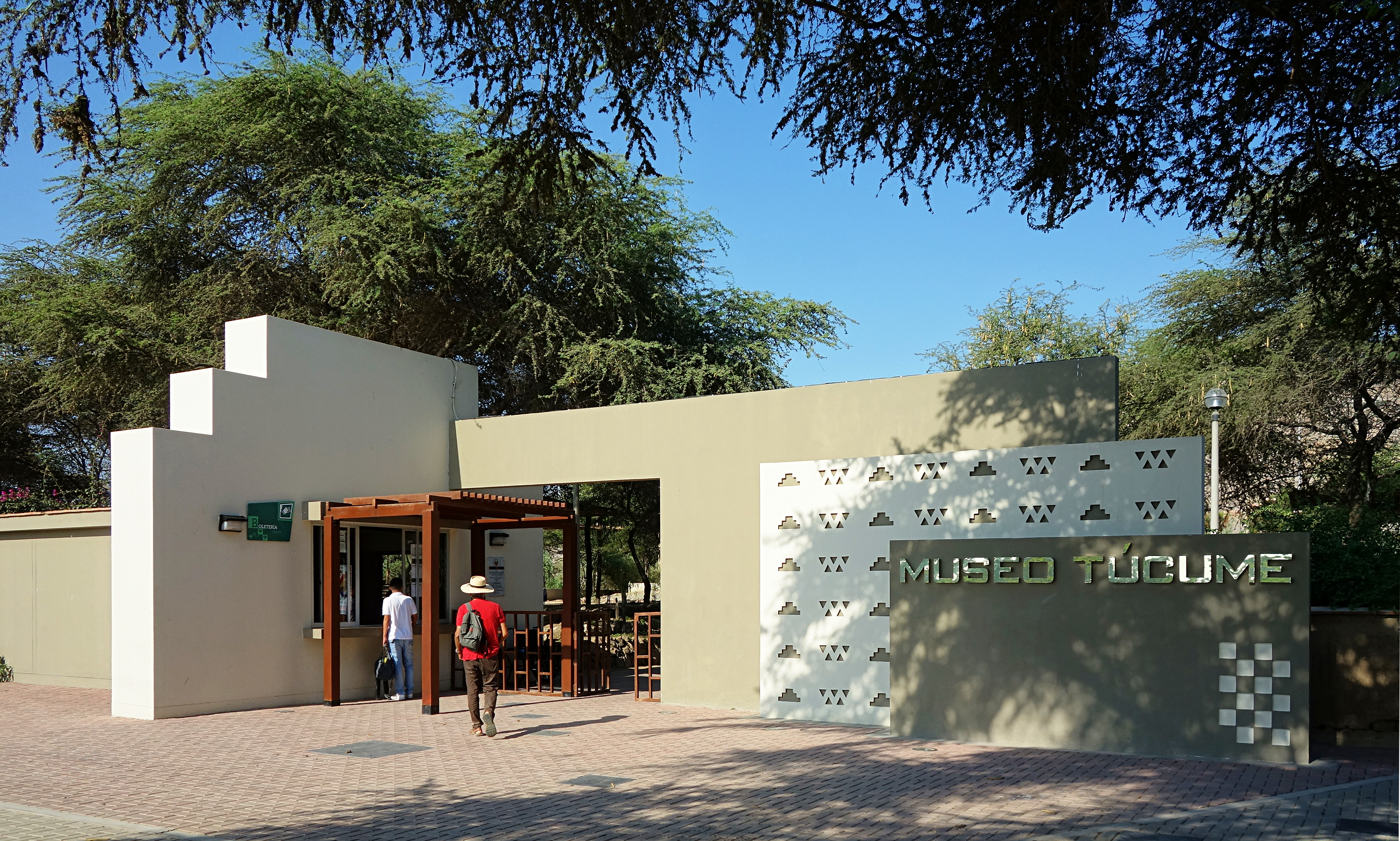
Entrée du musée de site de Túcume.
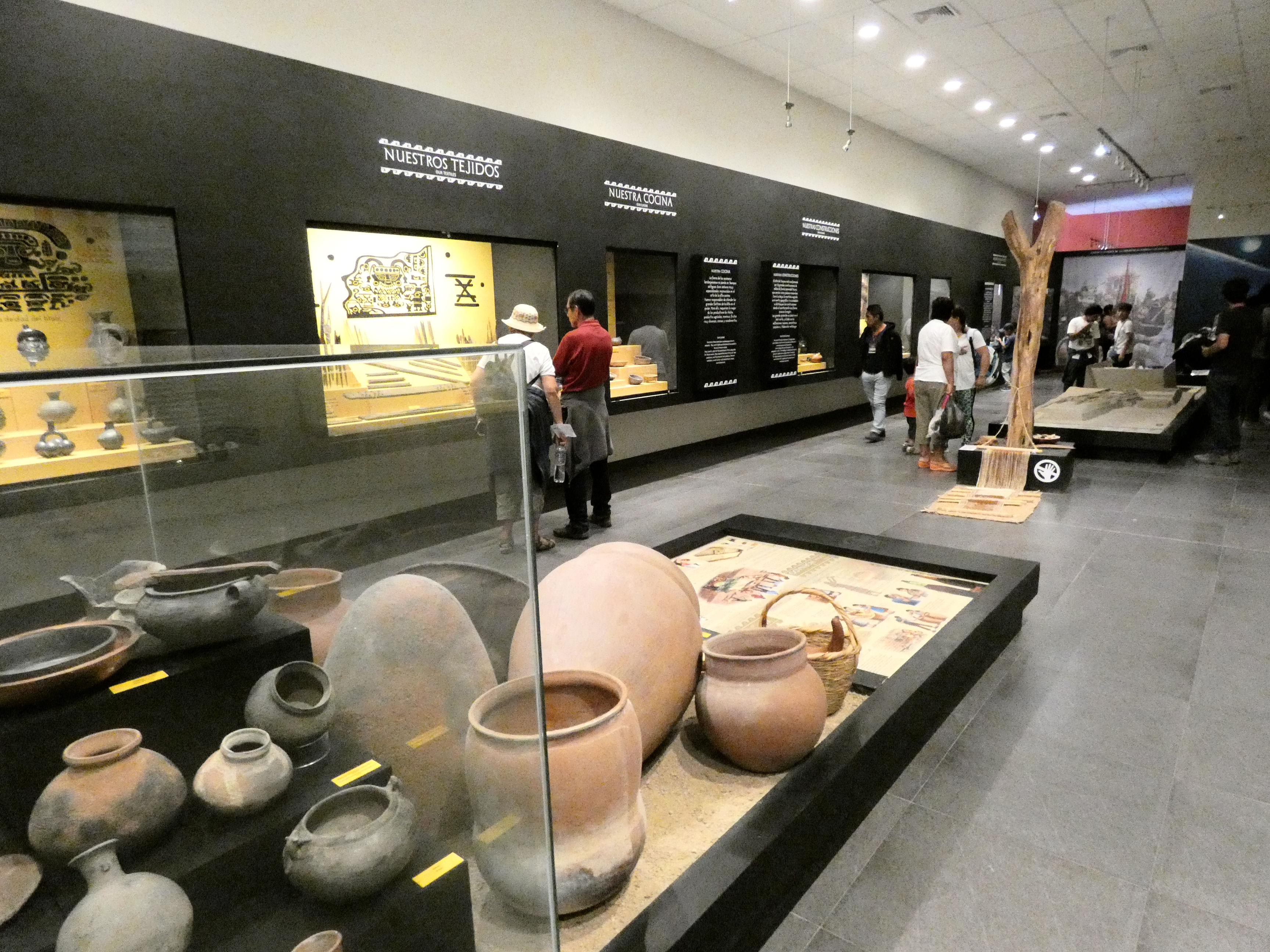
Intérieur du musée.
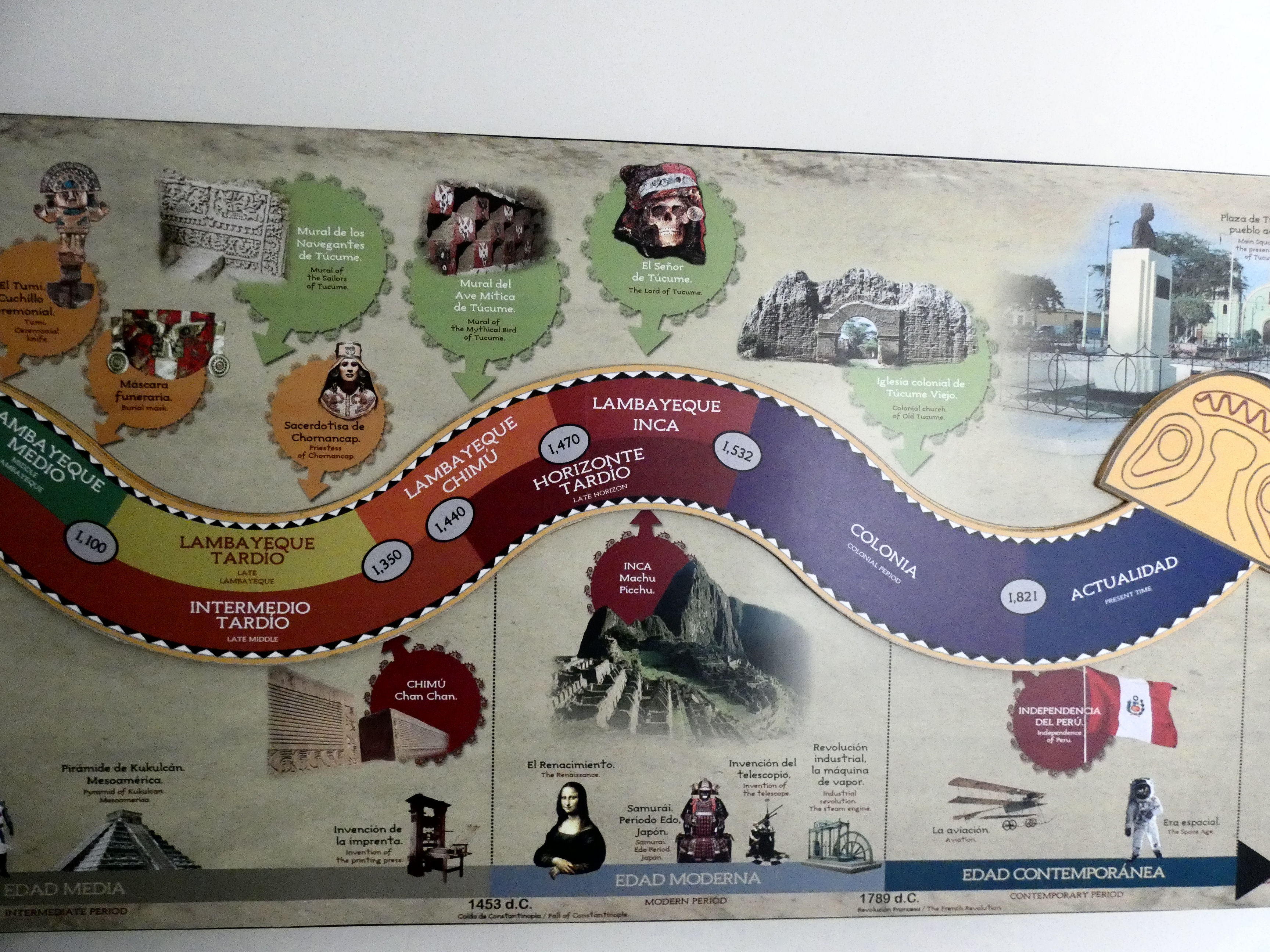
Frise du temps du musée de Túcume.
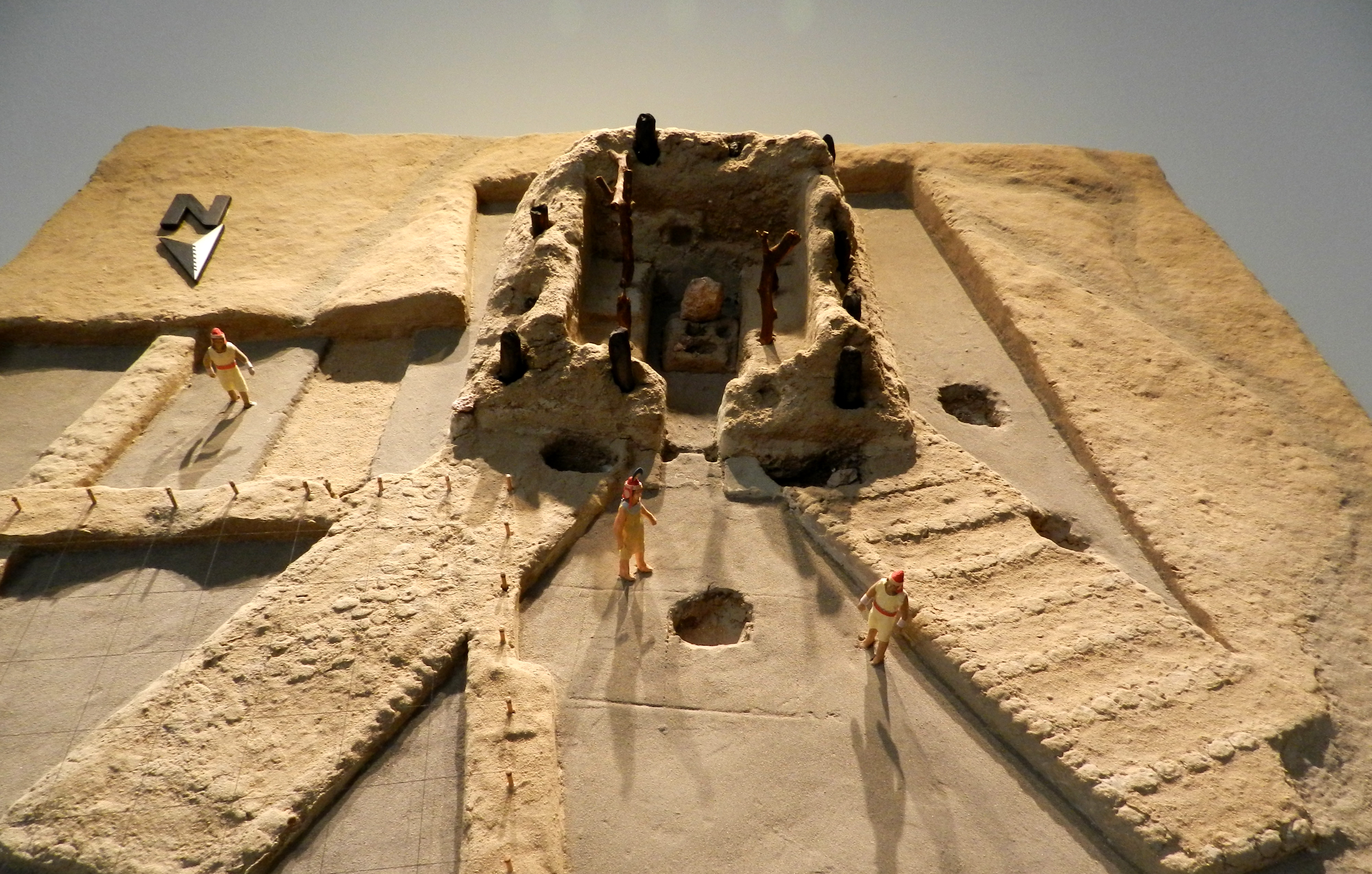
Maquette du temple de la Pierre sacrée exposée dans le musée.
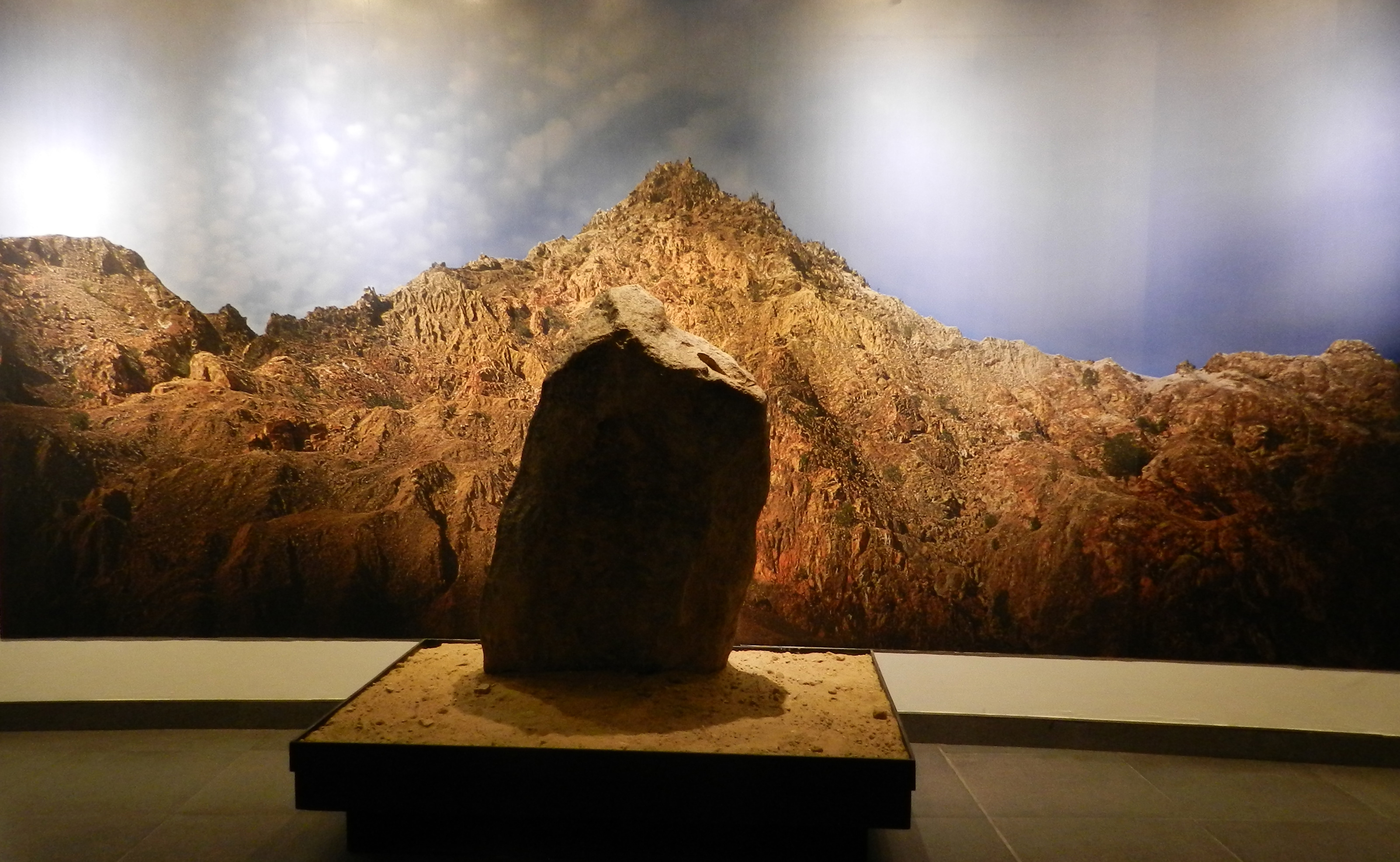
La pierre sacrée du temple de Túcume rappelle les formes de la montagne et des pyramides.
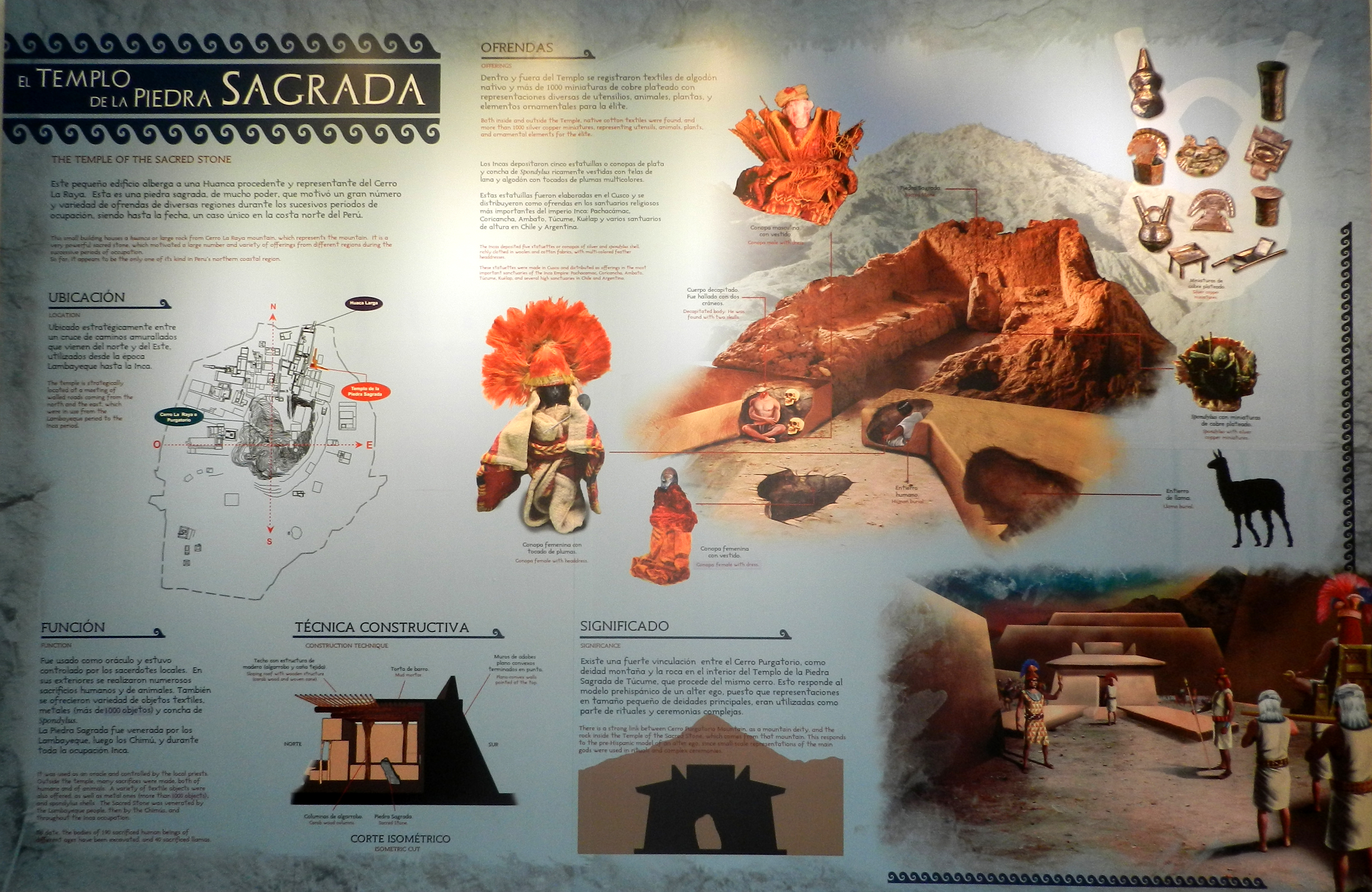
Panneau d'information du temple de la Pierre Sacrée.
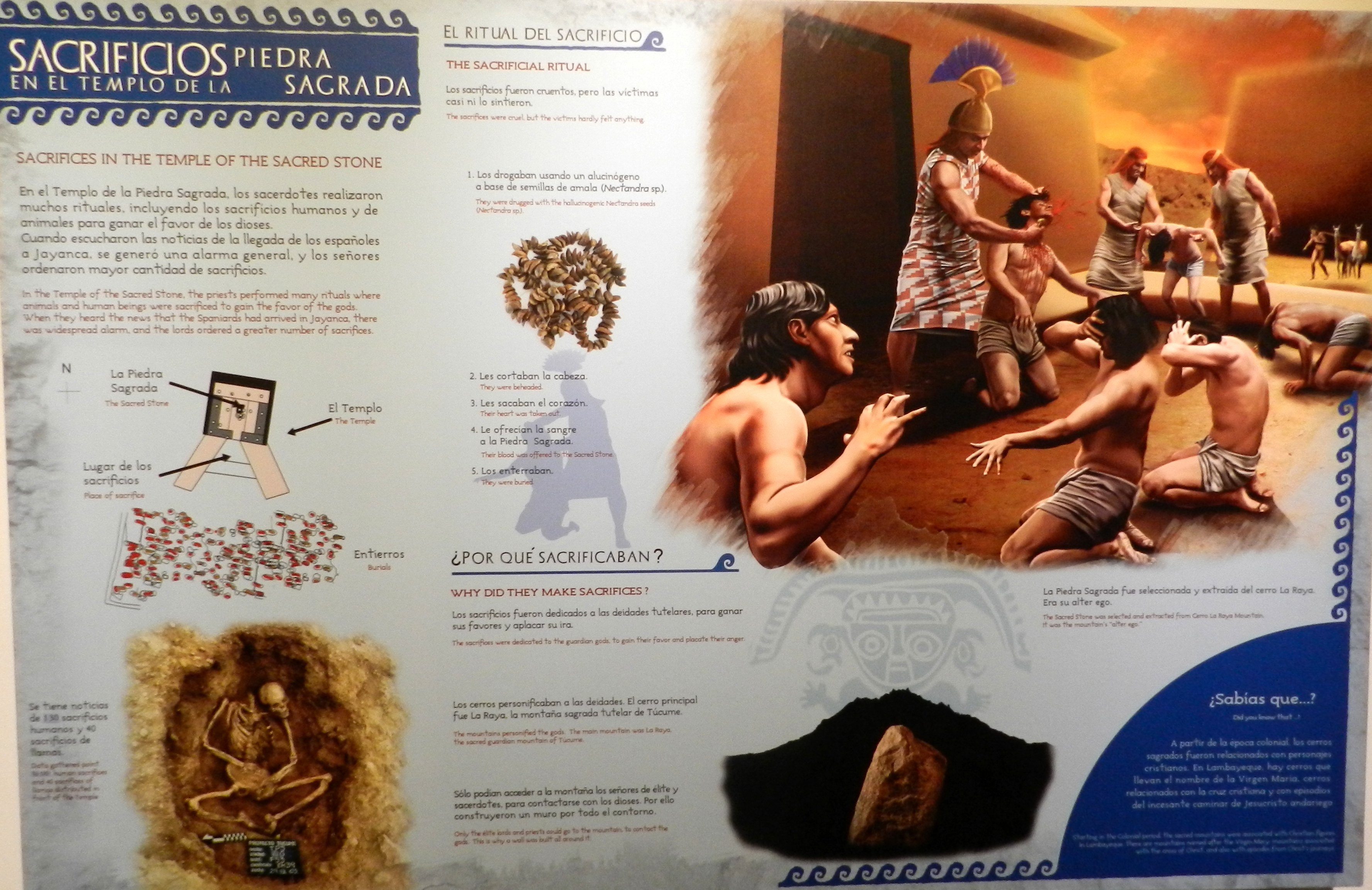
Panneau d'information des sacrifices dans le temple de la Pierre Sacrée.
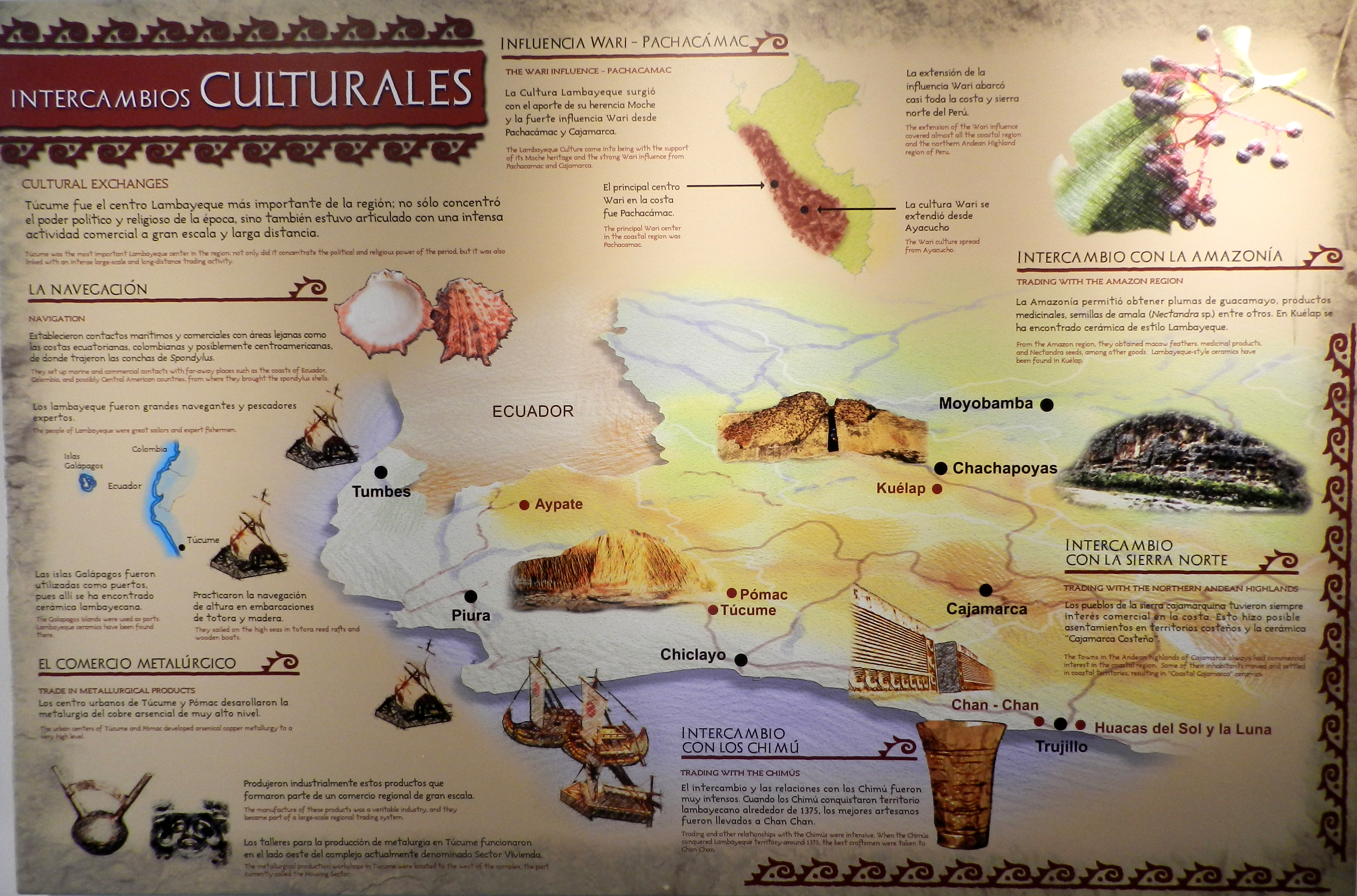
Panneau d'information des échanges culturels.